# Кредит до зарплаты

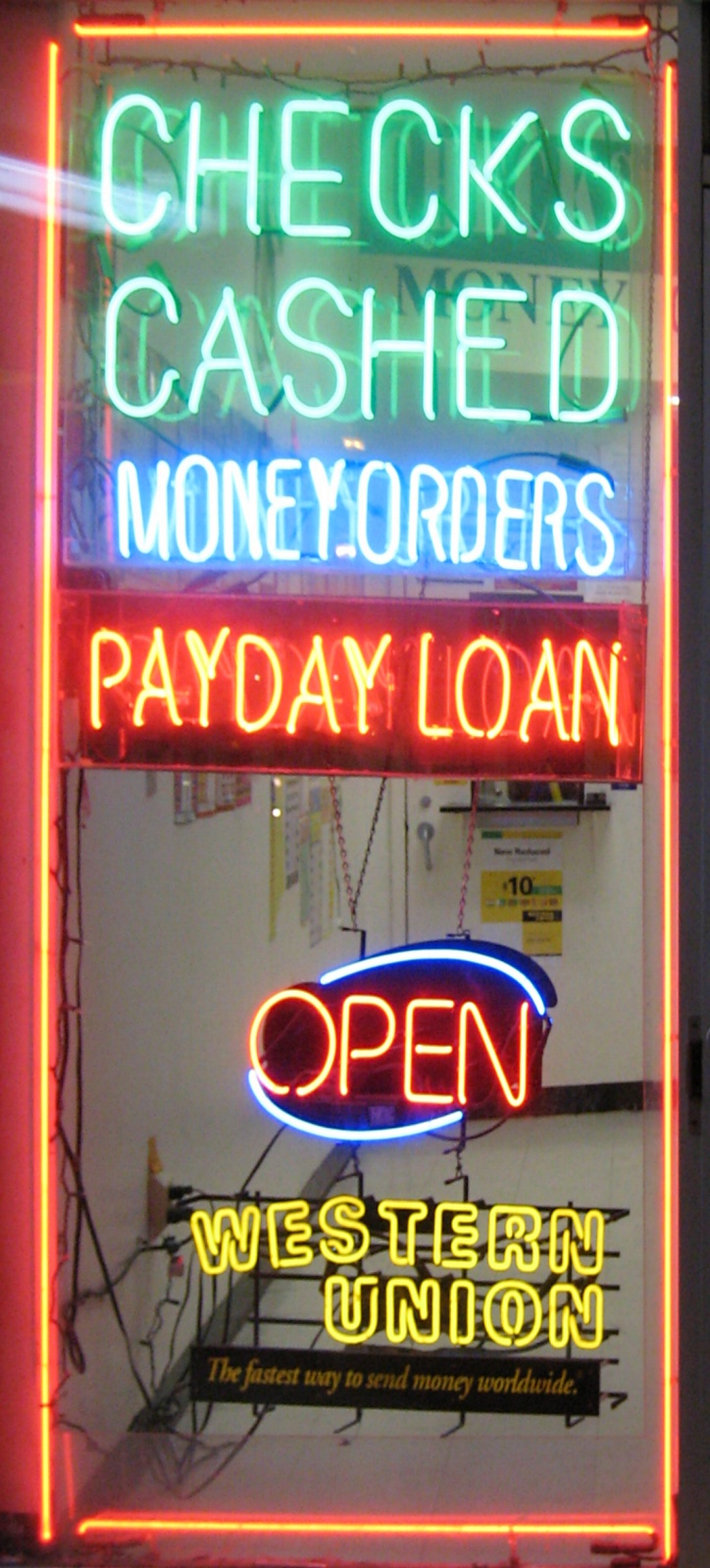
Витрина магазина в Фолс-Черч, штат Вирджиния, рекламирует кредиты до зарплаты

Кредит до зарплаты (Заём до зарплаты; англ. payday loan) — термин, которым называют небольшой краткосрочный необеспеченный кредит, выдаваемый микрофинансовыми организациями. Выдача таких кредитов зависит от данных о предыдущих зарплатах потребителя и его занятости. Законодательство о выдаче кредитов до зарплаты сильно различается между разными странами, а также их регионами, разными штатами или провинциями.
Чтобы предотвратить ростовщичество (необоснованные и чрезмерные процентные ставки), некоторые юрисдикции ограничивают годовую процентную ставку, которую может взимать любой кредитор, включая выдающих кредиты до зарплаты. Некоторые юрисдикции полностью запрещают кредитование до зарплаты, а некоторые имеют для него очень мало ограничений.
Кредиты до зарплаты связаны с более высокой долей невозврата кредита.

## Процесс кредитования
Основной процесс кредитования включает предоставление кредитором краткосрочного необеспеченного кредита, который должен быть погашен в следующий день выплаты заработной платы заёмщику. Как правило, требуется некоторая проверка занятости или дохода (с помощью расчётных листов и банковских выписок), хотя некоторые организации, выдающие кредиты до зарплаты, не проверяют доход или кредитоспособность.
В традиционной розничной модели заёмщики посещают организацию, выдающую кредиты до зарплаты, и получают небольшой кредит наличными с обязательством полной выплаты при получении заёмщиком следующей зарплаты. Заёмщик выписывает кредитору чек, датированный задним числом, на полный объём кредита плюс проценты. Ожидается, что к дате погашения заёмщик вернётся в организацию, чтобы погасить кредит лично. Если заёмщик не погашает кредит лично, кредитор может выкупить чек. Если на счёте недостаточно средств для покрытия чека, заёмщик может столкнуться с необходимостью уплаты комиссии за непокрытие чека от своего банка в дополнение к расходам по кредиту, а кредит может повлечь дополнительные проценты или повышенную процентную ставку (или и то и другое), как результат неуплаты.

## По странам мира

### США
В США ставки по таким кредитам в большинстве штатов ограничены единообразными законами о малых кредитах (USLL). Нормой является ставки в 36–40% годовых.
Займы до зарплаты являются законными по состоянию на 2014 год в 27 штатах, а в 9 других штатах разрешены краткосрочные кредиты с ограничениями. Остальные 14 штатов и округ Колумбия запрещают эту практику. Годовая процентная ставка (APR) также ограничена в некоторых юрисдикциях для предотвращения ростовщичества под чрезмерно высокий процент. В некоторых штатах существуют законы, ограничивающие количество кредитов, которые заёмщик может взять за один раз.
Что касается федерального законодательства, то Закон о защите потребителей наделяет Бюро финансовой защиты потребителей (CFPB) специальными полномочиями по регулированию деятельности всех кредиторов.

### Россия
С 1 июля 2019 года вступил в силу закон, регулирующий процентную ставку для микрофинансовых организаций на уровне 1% в день до 2019 года ставка на микрозайм могла устанавливаться самим МФО и достигать до 10% в день.. На 15 сентября общее количество действующих микрофинансовых компаний в реестре Центрального банка России составило 1900. В течение 2019 года более 450 организаций покинули реестр, в то время как появилось 330 новых компаний. Центральный банк, оценивая влияние введённых ограничений на рынок, обратил внимание на то, что за первые шесть месяцев текущего года доходы компаний, специализирующихся на предоставлении быстрых займов до зарплаты, сократились на 7%. Тем не менее выручка микрофинансовых организаций за 2018 год значительно увеличилась по сравнению с предыдущими годами.

##### "Один займ в одни руки"
С 1 июля 2025 года начнут действовать новые правила для микрофинансовых организаций (МФО) в отношении выдачи «дорогих» займов физическим лицам, а правило «один заем в одни руки» полноценно вступит в силу с 2027 года. Об этом сообщил Илья Кочетков, директор департамента небанковского кредитования Банка России, на XXIII Национальной конференции по микрофинансированию и финансовой доступности, передает корреспондент РБК. В своей презентации он представил основные этапы реформы рынка МФО, запланированные регулятором на 2025–2027 годы.
«Мы планируем ввести три ключевых нормы: ограничение числа одновременно действующих займов — один заем до полного погашения, введение периода охлаждения между займами и снижение максимальной переплаты с 130% до 100%», — отметил Кочетков.
Ужесточение правил выдачи микрокредитов, включая норму «один заем в одни руки», было анонсировано Центральным банком в октябре, однако конкретные сроки вступления в силу этой нормы не были определены.
Согласно презентации Кочеткова, внедрение нововведений будет происходить поэтапно:
1. С 1 июля 2025 года: максимальная сумма переплат, начисляемых МФО заемщику, составит не более 100% от суммы займа. На данный момент этот показатель равен 130% и постепенно снижается. Также с этого момента вступит в силу запрет на «новые договора потребительского кредитования» для клиентов, которые не способны вовремя погасить текущий заем и берут новый для его покрытия. По оценкам Банка России, около 60% всех потребительских займов попадают в такие «цепочки займов». Средняя продолжительность таких займов составляет 40 дней, а средняя интенсивность достигает 9 займов за 12 месяцев, что в сумме означает, что заемщик имеет действующие обязательства перед МФО 360 дней в году.
2. С 1 января 2026 года: начнут действовать первые ограничения на количество «дорогих» займов на одного заемщика. По задумке ЦБ, клиент сможет иметь не более двух займов одновременно, оканчивающихся полной стоимостью (ПСК) свыше 200%.
3. С 1 января 2027 года: данный подход станет ещё более строгим — вступит в силу ограничение «один заем в одни руки» при ПСК от 100%, а также будет введён «период охлаждения», в течение которого новый займ можно будет получить только спустя три дня после погашения предыдущего.

Реформа рынка МФО была продиктована растущими рисками в сегменте «займов до зарплаты». Согласно данным Банка России, 95% потребительских займов сейчас имеют полную стоимость кредитов (ПСК) выше 250% годовых, при максимальном возможном значении 292%. Примерно треть таких ссуд переоформляется в новые с наращиванием долга, а доля просроченных долгов в общем объеме «займов до зарплаты» превышает 50%.
«Мы стремимся полностью отказаться от термина "заем до зарплаты", — заявил Кочетков. Он отметил, что в рамках регулирования займа «до зарплаты» относятся ссуды на сумму до 30 тыс. рублей и сроком до 30 дней.
«Рынок сам пошёл другим путём. Практически все потребительские займы стали восприниматься как "займы до зарплаты". Поэтому мы используем термины "дорогие займы" и "дешевые займы", — пояснил он.
По данным Кочеткова, совокупный портфель МФО на конец третьего квартала составил 550 миллиардов рублей, увеличившись на 24% с начала года. Общая сумма выданных займов МФО за три квартала достигла 1,02 триллиона рублей, что сопоставимо с полным объемом выдач за весь 2023 год.
«Исторически, любые требования, которые вводит Банк России с целью сокращения бизнеса МФО и защиты потребителей, неизбежно приводят к тому, что некоторые организации не справляются с этими условиями и уходят с рынка. Мы считаем это нормальным процессом, поскольку рынок всё ещё молод. Да, количество микрофинансовых организаций сократится, так как они не смогут соответствовать требованиям о единственном займе.

## Альтернативы
Большинство использующих такие кредиты имеют другие возможности занять деньги на короткий срок. Например, можно занимать деньги совершенно бесплатно, оплачивая расходы 
кредитной картой и соблюдая условия льготного периода. 